# Квака-задавака
Квака-задавака е анимационен филм произведен в Беларус през 1973 г. в киностидио Беларусфилм. Премиерата му в кината е през 1975 г. в целия Съветски съюз

## Сюжет
Внимание:  Текстът по-долу разкрива сюжета на произведението (или части от него)!
Разказва се за една голяма, мускулеста, самоуверена жаба и още две по-малки жабки (абсолютно идентични, най-вероятно близнаци), но те са по-тихи, по-скромни. Голямата жаба се опитва да се докаже в различни спортове. Първо опитва да се докаже в плуването и успява. Печели медал за първо място. След това се пробва и с овчарски скок, но тук вече не успява. Накрая е решен и да опита с бягане и даже слага подкови на краката си, но не успява да тръгне и остава на началната линия приклещен за подковите. Другите две жабки се опитват да му помогнат, но не успяват. Докато пробват да го освободят, той го изстрелва като пружина, те задминават другите бегачи (заек и вълк) и накрая печелят първо място в тази дисциплина.

## Създатели
- Режисьор Владимир Голиков
- Сценаристи Е. Коляденко,

А. Шавня
- Оператор О. Шкляревски
- Художествен ръководител Александър Чертович
- Аниматори 
  - А. Сафронов,
  - Ф. Елдинов,
  - И. Давидов,
  - В. Шевченко
- Художници 
  - Татяна Житковская,
  - М. Турок,
  - Е. Безручко,
  - Наталия Лос,
  - А. Горулев,
  - Л. Карабан,
  - В. Фатеева,
  - Л. Женчак,
  - Виктор Довнар,
  - В. Жаховец,
  - Т. Кострюкова
- Композитор Едуард Ханок
- Текст Самсон Поляков
- Изпълнение на песни "Песняри"
  - Детски хор с диригент И. Журавленко
- Звуков инженер Б. Шангин
- Редактиране на Л. Ципкин
- Помощник-режисьор Л. Лукашенко
- Асистент на оператора Л. Висарионова
- Редактор Р. Романовская
- Режисьор Леонард Зубенко

## Песни
Във анимационнен филм се изпълнява две песни Шампион и Весели, зелени, лупати